# Henry Woodlock
Pour les articles homonymes, voir Woodlock.

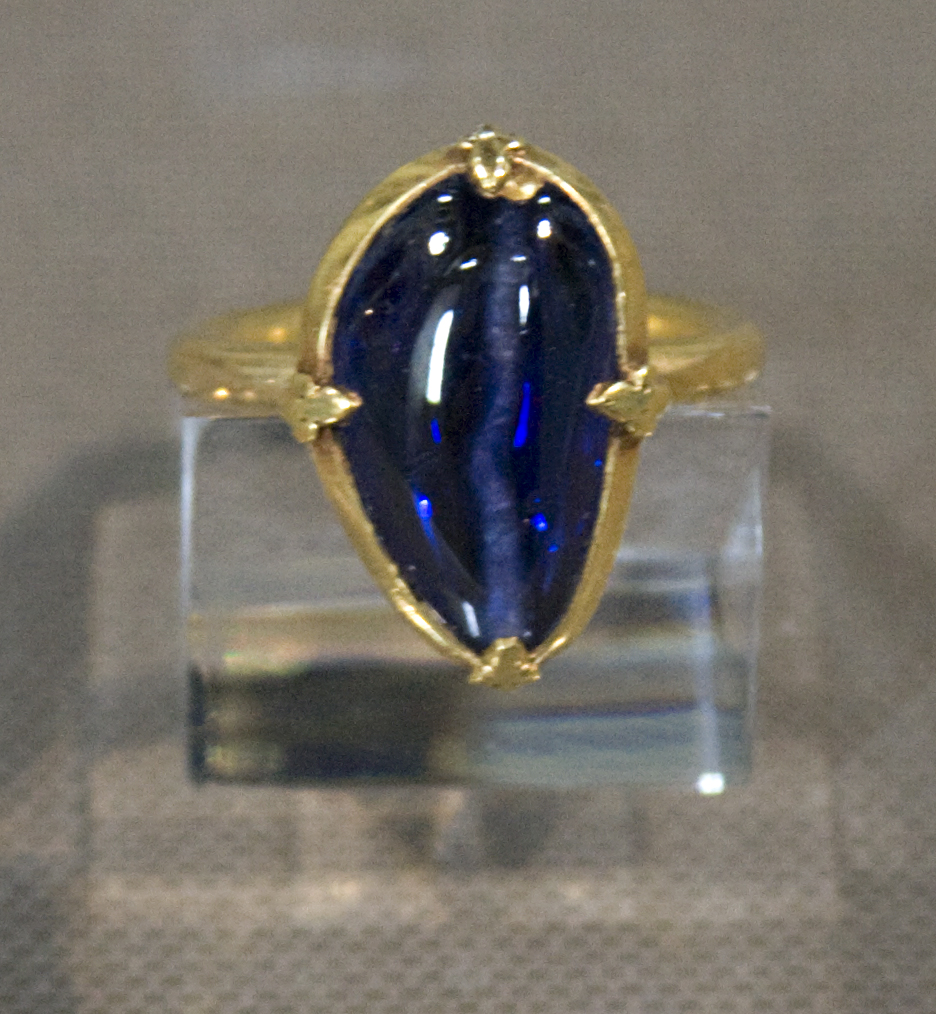
Un anneau d'or serti d'un saphir retrouvé dans la tombe de Henry Woodlock.

Henry Woodlock est un ecclésiastique anglais mort le 28 ou le 29 juin 1316. Il est évêque de Winchester de 1305 à sa mort.

## Biographie
Originaire de Marwell, dans le Hampshire, Henry Woodlock devient moine au prieuré (en) de la cathédrale de Winchester. Il est mentionné pour la première fois dans les sources en octobre 1293. Il est élu à la tête du prieuré deux ans plus tard.
Après la mort de l'évêque Jean de Pontoise le 5 décembre 1304, Woodlock est élu pour lui succéder. Il est sacré le 30 mai 1305 à Cantorbéry. En raison de l'exil de l'archevêque Robert Winchelsey, c'est lui qui procède au sacre du roi Édouard II le 25 février 1308.
Henry Woodlock meurt le 28 ou le 29 juin 1316 au château de Farnham, dans le Surrey. Il est inhumé sous les marches du chœur de la cathédrale de Winchester.